# Inácio Miguel III Jarweh
Mar Inácio Miguel III Jarweh (ou Javré, Jaroueh, Garweh, Djarweh, Giarvé, janeiro de 1731 – 4 de setembro de 1800) foi Patriarca de Antioquia da Igreja Católica Siríaca de 1783 a 1800.

## Biografia
Miguel Jarweh nasceu em Alepo; passou algum tempo como diácono em Edessa e em 4 de julho de 1757 foi ordenado sacerdote pelo bispo sírio de Alepo, George Fattal, que também o nomeou procurador da igreja de Alepo. Ele se destacou por seus sermões e por sua preocupação com os pobres.
Naqueles anos, Miguel entrou em contato com o Arcebispo Melquita Inácio Karbousse, de Alepo. Ele também mantinha boas relações com os missionários jesuítas, que respeitavam as tradições orientais, enquanto sempre teve dificuldades com os missionários franciscanos, mais inclinados a pedir a latinização.

### Conversão e episcopado
Em 1757, Jarweh converteu-se ao catolicismo e levou consigo muitos de seus congregantes. Poucos anos depois, ele decidiu visitar o Patriarca Siríaco Inácio Jorge III em Amid e explicar-lhe sua crença na união com Roma. Ele não conseguiu persuadir o Patriarca a entrar em comunhão com a Igreja Católica, mas Miguel impressionou-o tanto que foi nomeado bispo de Alepo, sendo consagrado na Igreja de Nossa Senhora em Amid. em 23 de fevereiro de 1766, pelo próprio Patriarca. Os católicos de Alepo acreditavam que o novo bispo seria capaz de restaurar a paz entre as duas comunidades rivais. Como medida de prudência, Mar Miguel Jarweh só fez sua profissão de fé oficial anos depois, certo de que ele e os católicos não sofreriam nenhuma perseguição enquanto o patriarca ainda tivesse dúvidas sobre suas convicções pessoais.
Quando o Patriarca morreu, o novo Patriarca, Inácio Jorge IV, se opôs fortemente a qualquer relação com a Igreja Católica e convocou Miguel para visitá-lo com uma carta datada de 5 de janeiro de 1769. Assim, Jarweh chegou à morada do Patriarca, o mosteiro Dayr al-Zafaran, onde tentou persuadi-lo sobre sua fé, com o único resultado sendo sua prisão por quatro anos no mosteiro. Em 1772, o Patriarca também denunciou e prendeu outros pró-católicos em Alepo. Eles foram libertos pelas autoridades otomanas somente após o pagamento de um grande resgate. No início de 1773, esses fiéis se encontraram na Igreja de Nossa Senhora em Alepo e escreveram uma carta a Roma pedindo comunhão.
Mar Miguel Jarweh escapou do mosteiro de Dayr al-Zafaran apenas em 1774 e, em 8 de dezembro, encontrou seu rebanho em Alepo. Logo depois, Miguel fez sua profissão de fé perante o Arcebispo Melquita Karbousse e escreveu a Roma. Devido a alguns relatos contrários, tanto dos missionários franciscanos quanto do delegado católico para os sírios, Joseph Kodsi, a Santa Sé demorou a tomar uma decisão a favor de Miguel, mas em 23 de junho de 1775, o Papa Pio VI reconheceu Miguel como um verdadeiro católico e bispo de Alepo.
Em Alepo, Miguel continuou a ser alvo de ataques dos tradicionalistas, que segundo a Lei Otomana também tinham autoridade civil sobre ele, e por isso teve que fugir para Chipre e mais tarde para o Egito. Tendo retornado a Alepo, Jarweh continuou a persuadir, com sucesso, bispos e fiéis sobre sua ideia de plena comunhão com a Igreja Católica.

### Patriarca

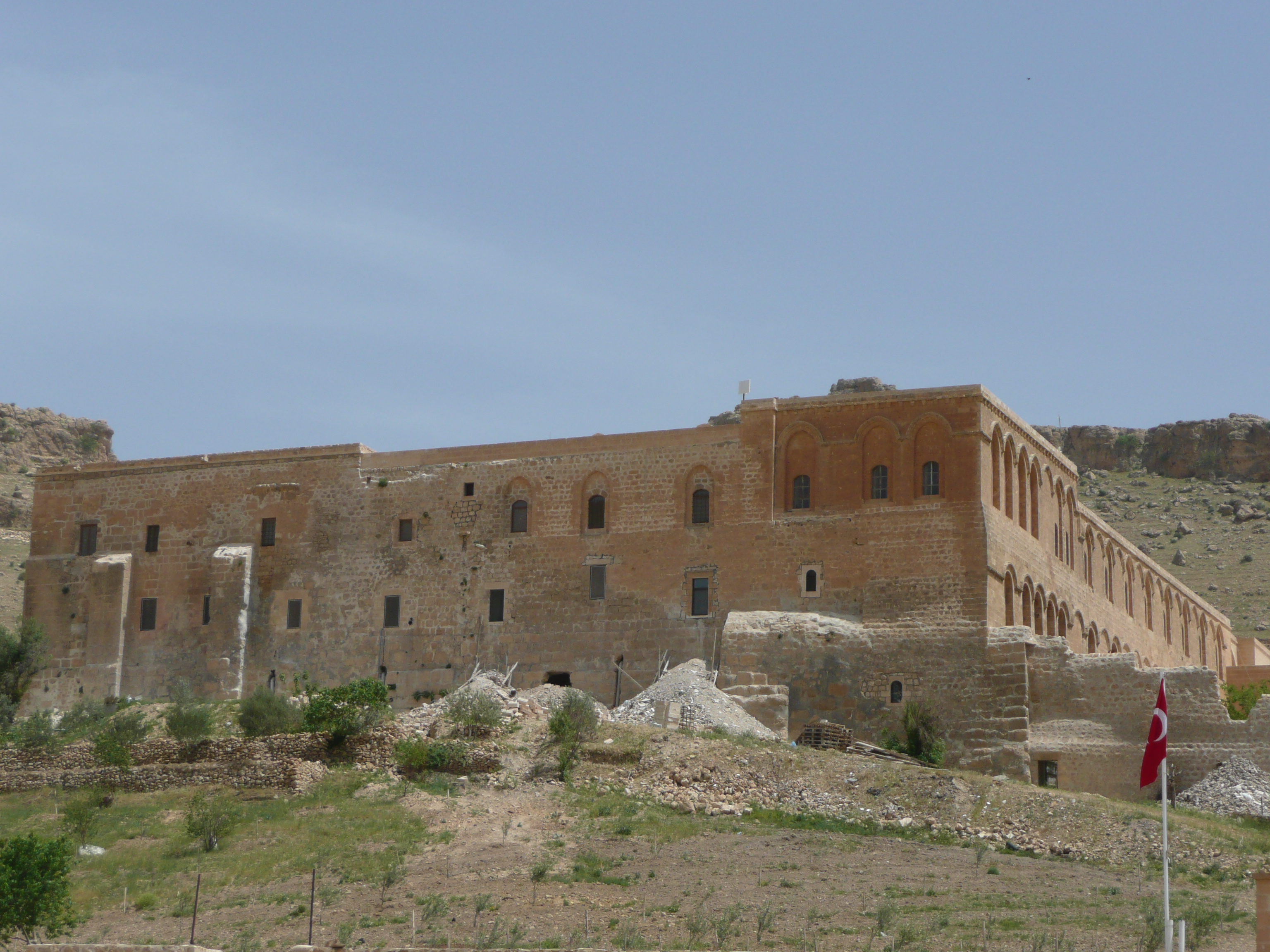
Mosteiro Dayr al-Zafaran

Em 21 de julho de 1781, o patriarca ortodoxo siríaco Jorge IV morreu, e os cinco bispos presentes, clérigos e leigos, reunidos no mosteiro de Dayr al-Zafaran, elegeram Miguel Jarweh como Patriarca; ele aceitou somente após a leitura e aprovação de uma declaração de fé católica na igreja dos Quarenta Mártires. Foi entronizado no mosteiro de Dayr al-Zafaran em 22 de janeiro de 1783 e tomou o nome tradicional de Inácio Miguel III. Ainda no mesmo ano, sua eleição foi confirmada pelo Papa em 14 de setembro, e ele recebeu o Pálio em 15 de dezembro.
Na pequena capela de Charfet, dedicada a Nossa Senhora da Livração, em 25 de abril de 1785, Inácio Miguel III recebeu solenemente o pálio na presença de vários bispos de outras igrejas católicas orientais e professou novamente sua fé católica.
Dois bispos se opuseram à sua eleição: dois dias após a entronização de Miguel, eles pegaram o dinheiro do mosteiro e pagaram um grupo de curdos que atacaram Mardim, causando fatalidades; Mar Miguel se salvou, mas perdeu muitos dias. Enquanto isso, um desses dois bispos ortodoxos siríacos, Mar Matta ben Abdel-Ahad Saalab, bispo de Mossul, consagrou bispo quatro de seus monges para realizar uma segunda eleição e, assim, ele foi eleito patriarca ortodoxo siríaco. Este grupo chegou a Istambul antes do enviado de Miguel III e recebeu a aprovação formal das autoridades otomanas: assim, Jarweh se tornou um criminoso e foi preso. Após o pagamento de um resgate, Miguel mudou-se para Bagdá, esperando o apelo, e mais tarde escapou de lá disfarçado de beduíno. Ele chegou ao Líbano tendo perdido tudo e foi viver nas ruínas do mosteiro de Kesroan.
Ajudado pelos maronitas, e com alguns fundos levantados na Europa, Miguel III Jarweh comprou, em 22 de setembro de 1786, o mosteiro de Al-Charfet (ou Sharfeh) no Monte Líbano, que ele dedicou a Nossa Senhora da Livração. Em 19 de setembro de 1791, a Sé patriarcal foi transferida de Mardim para Al-Charfet. O Líbano garantiu uma certa segurança, mas a maioria dos fiéis vivia longe, principalmente nas áreas de Alepo e Mossul.

## Obras
Michael Jarweh deixou muitas homilias, um texto sobre o sacrifício da Missa e uma autobiografia.